# Крестовый (остров)
Крестовый — остров в юго-западной части Баренцева моря. В административном отношении входит в состав Кольского района Мурманской области России. Относится к сельскому поселению Ура-Губа.

## Этимология
Название, вероятно, от стоящих на острове крестов.

## География
Крестовый — остров неправильной формы. Расположен на западной стороне бухты Большая Луковая, в южной части Мотовского залива (на выходе из него), западнее губы Ара, между мысом Луковый на западе и мысом Добрягин на востоке. Ориентирован в направлении северо-восток — юго-запад. Восточный берег имеет изрезанную форму, при приближении к материку — более линейную. Длина острова 445 м и максимальную ширину 175 м в центральной части. Максимальная высота на севере острова достигает 11,4 м над уровнем моря. Ближайшая точка острова удалена от материка (Мурманского берега) на 65 м. Глубина моря у острова около: 43 м (восточная сторона), 32 м (западная сторона), 5 м (южная сторона). Пролив между островом и материком в южной части очень мелок.
На острове находятся кресты.

## Флора и фауна
На острове на 1865 год произрастал дикий лук и щавель.

## Примечание
1. ↑  Wayback Machine. web.archive.org. Дата обращения: 28 марта 2023. Архивировано из оригинала 1 мая 2013 года.
2. 1 2  Крестовый // Кольская энциклопедия. В 5 т. Т. 2. Е — К / Гл. ред. А. Н. Виноградов. — СПб. : ИС ; Апатиты : КНЦ РАН, 2009. — С. 427.
3. ↑  А. А. Минкин. Крестовый остров // Топонимы Мурмана. — Мурманск: Мурманское книжное издательство, 1976.
4. 1 2 3 4  П. П. Семёнов Крестовый ос-въ // Географическо-статистический словарь Российской Империи, Т. 2 (Дабан — Кяхтинское градоначальство). — СПб., 1865. — С. 787
5. 1 2  П. П. Семёнов Луковая // Географическо-статистический словарь Российской Империи, Т. 3. — СПб., 1867. — С. 103
6. 1 2  Крестовый, о. // Географический словарь Мурманской области / авт.-сост. В. Г. Мужиков. — Мурманск : Мурман. обл. ин-т развития регион. образования, повышения квалификации пед. кадров, 1996. — С. 69. — ISBN 5-86975-023-7.
7. 1 2 3 4  М. Ф. Рейнеке Гидрографическое описание северного берега России, составленное кап.-лейт. М. Рейнеке. Часть 2. — СПб., 1843. — С. 264—265
8. 1 2  Н. А. Морозов Лоция Мурманского берега Северного Ледовитого океана от островов Вардё до Белого моря Архивная копия от 7 апреля 2023 на Wayback Machine. — СПб., 1901. — С. 338